# Зитембяк
Зитембяк (баш. Етембәк) — деревня в Дюртюлинском районе Башкортостана, входит в состав Исмаиловского сельсовета.

## Население
| 2002 | 2009 | 2010 |
| ---- | ---- | ---- |
| 193  | ↗203 | ↘195 |

Согласно переписи 2002 года, преобладающая национальность — башкиры (95 %).

## Географическое положение
Расстояние до:
- районного центра (Дюртюли): 23 км,
- центра сельсовета (Исмаилово): 5 км,
- ближайшей ж/д станции (Буздяк): 144 км.

## Известные уроженцы
Одна из улиц села носит имя уроженца деревни — ветерана Великой Отечественной войны, известного советского поэта Зии Мансура.